# محمد بن فضل الله المحبي
محمد أمين بن فضل الله بن محمد المحبي الحموي الدمشقي فقيه حنفي ومحدث ومؤرخ وأديب أحد أشهر أعلام دمشق في العصر العثماني.

## مؤلفاته
- خلاصة الأثر في أعيان القرن الحادي عشر
- جني الجنتين في تمييز نوعي المثنيين
- قصد السبيل فيما في اللغة العربية من الدخيل
- نفحة الريحانة و رشحة طلاء الحانة